# 秋山真男
秋山 真男（あきやま まさお、1943年 - 2003年2月25日）は、山梨県甲府市出身の日本の元バドミントン選手。主に1960年代から1970年代に活躍。

## 来歴
甲府商業高等学校でバドミントンを始め、3年生の1961年インターハイ男子シングルで優勝。
中央大学に進学後、4年生の時インカレで優勝。また在学中に全日本総合でも初優勝を遂げる。
大学卒業後ヨネヤマラケットに就職し2年程在籍。退社後は山梨県に戻り家業を継ぎ、以降トーナメント表やリザルトの所属欄は秋山紙店の表記でエントリー。
社会人としても全日本総合シングル、ダブルス共に優勝経験がある。1966年全英オープンにシングル初出場で日本人初の決勝進出、準優勝を果たす。
主なダブルスのパートナーは、中央大学、ヨネヤマラケットでもチームメートだった1学年後輩にあたる小島一平。
現役引退後、山梨県バドミントン協会会長、また実業家として
甲府シティロータリークラブ創立時・初代の幹事
を務める。
2003年2月25日地元の山梨で急性心不全により死去。

## 主な成績

### 国際大会
| 年   | 大会         | 種目 | 成績   |
| ---- | ------------ | ---- | ------ |
| 1966 | 全英オープン | MS   | 準優勝 |

2010年田児賢一が全英オープンで準優勝するまで、44年の間、決勝まで勝ち残った日本人は皆無であった。

### 国内大会
主な成績は以下の通り
| 年   | 大会                             | 種目 | 成績 | ペア     |
| ---- | -------------------------------- | ---- | ---- | -------- |
| 1961 | 第12回インターハイ(青森県弘前市) | MS   | 優勝 |          |
| 1965 | 第16回全日本学生選手権(京都府)   | MS   | 優勝 |          |
| 1965 | 全日本総合選手権                 | MS   | 優勝 |          |
| 1967 | 全日本総合選手権                 | MD   | 優勝 | 小島一平 |
| 1968 | 全日本総合選手権                 | MD   | 優勝 | 小島一平 |
| 1969 | 全日本総合選手権                 | MD   | 優勝 | 小島一平 |
| 1972 | 全日本総合選手権                 | MD   | 優勝 | 小島一平 |